# Cantonul Latronquière
Cantonul Latronquière este un canton din arondismentul Figeac, departamentul Lot, regiunea Midi-Pyrénées, Franța.

## Comune
| Comune                 | Populație (1999) | Cod poștal | Cod INSEE |
| ---------------------- | ---------------- | ---------- | --------- |
| Gorses                 | 355              | 46210      | 46125     |
| Labastide-du-Haut-Mont | 62               | 46210      | 46135     |
| Ladirat                | 117              | 46400      | 46146     |
| Latronquière           | 538              | 46210      | 46160     |
| Lauresses              | 296              | 46210      | 46161     |
| Montet-et-Bouxal       | 208              | 46210      | 46203     |
| Sabadel-Latronquière   | 89               | 46210      | 46244     |
| Saint-Cirgues          | 355              | 46210      | 46255     |
| Saint-Hilaire          | 87               | 46210      | 46269     |
| Saint-Médard-Nicourby  | 84               | 46210      | 46282     |
| Sénaillac-Latronquière | 145              | 46210      | 46302     |
| Terrou                 | 202              | 46120      | 46314     |
| Bessonies              | 120              | 46210      | 46338     |